# 蘇燕輝
蘇燕輝（1927年11月1日—2020年4月19日）是台灣企業家，生於彰化鹿港，生前長期於和泰汽車服務，曾任和泰汽車總經理、董事長及國瑞汽車董事長，為台灣汽車業發展的重要推手。

## 生平
蘇燕輝家中經營汽車運輸業，從小接觸各種進口大貨車。彰化高工畢業後，進入台鐵工作。1955年，28歲時，回到家中幫忙汽車零件進出口業務。
1953年，黃烈火創立和泰化工。1954年，和泰化工改名味全食品，進軍食品業。1955年，和泰商行改組為和泰貿易。在事業擴大後，黃烈火經營分身乏術，原有和泰商行的業務需要人照料。黃烈火與蘇燕輝家族有姻親關係，蘇燕輝家族建議由蘇燕輝來負責和泰貿易。
1959年，蘇燕輝任和泰貿易總經理。因為負責和泰與日商豐田汽車間的合作，豐田汽車榮譽會長豐田章一郎及其子豐田章男與蘇燕輝成為好友。
1963年，蘇燕輝與黃烈火共同創辦和泰興業，黃烈火任董事，蘇燕輝任總經理。
1968年，台灣地區施行九年國民義務教育，政府財政吃緊。蘇燕輝建議中央信託局以轎車進口業務來作為籌措財源之用，以專案進口方式使豐田汽車首次公開在台灣進口發售。和泰貿易改組為和泰汽車，黃烈火將董事長職位交給蘇燕輝。
當時台灣只有裕隆汽車一間汽車廠，只生產卡車；蘇燕輝向政府申請成立「中華汽車」公司，準備在台灣生產轎車，但未獲批准。1965年，六和紡織設立六和汽車，與豐田汽車技術合作，在台灣生產汽車，由和泰汽車擔任總經銷。1969年，政府批准嚴慶齡成立中華汽車，公司名稱被裕隆集團用走。
1970年，台灣正式開放小轎車開放進口。
1971年10月，中華民國退出聯合國。1972年，六和汽車與豐田汽車的三年技術合作到期，六和紡織的宗人卿希望豐田汽車入股，但合作方案還沒有談妥。政府希望與美國加強關係，六和汽車與美商通用汽車合作成立華同汽車；同時，政府輔導六和汽車與美商福特汽車合作，改組為福特六和汽車。豐田汽車因此退出台灣市場，和泰汽車轉而幫三富汽車銷售速霸陸汽車。
1979年，美國與中華人民共和國建交，並與中華民國斷交。1983年，通用汽車由華同汽車撤資，蘇燕輝向經濟部長趙耀東建議，由日商日野汽車接手華同汽車。1984年，日野汽車投資華同汽車，改名國瑞汽車，由蘇燕輝任董事長。
1986年，蘇燕輝再度與政府交涉，最終使政府同意豐田汽車入股國瑞汽車。
1987年，蘇燕輝堂弟蘇一仲接任和泰興業總經理。
2010年，黃烈火過世；蘇燕輝卸下和泰汽車董事長，交給黃南光，正式退休。此後擔任和泰汽車總裁及國瑞汽車總裁，均為榮譽職位。
2020年4月19日晚間，於自家安詳辭世。

## 家庭
女兒蘇晶、蘇吟、蘇瑟宜，其子蘇純興。